# ELNA 2 Bauform Krauss
Die normalspurigen Tenderlokomotiven ELNA 2 Bauform Krauss waren Dampflokomotiven für den gemischten Betrieb aus dem ELNA-Programm von Krauss und wurden 1925 für die Mühlhausen-Ebelebener Eisenbahn und die Butzbach-Licher Eisenbahn gebaut.
Die beiden Lokomotiven der Mühlhausen Ebelebener Eisenbahn kamen zur Deutschen Reichsbahn. Es ist keine Lokomotive erhalten geblieben.

## Geschichte

### Mühlhausen Ebelebener Eisenbahn 141–142
Die Eisenbahn-Gesellschaft Mühlhausen-Ebeleben (MEE) erhielt 1925 zwei Lokomotiven, um ältere Fahrzeuge aus der Zeit um 1896 zu ersetzen. Sie wurden im Personenzugdienst und leichten Güterzugdienst eingesetzt.

#### Deutsche Reichsbahn 91 6277–6278
Die Lokomotiven kamen 1949 durch Verstaatlichung der MEE in den Bestand der Deutschen Reichsbahn und erhielten die Betriebsnummern 91 6277–6278. 1950 waren die Maschinen in Gotha stationiert. Ab 1953 gehörten sie zum Bahnbetriebswerk Arnstadt, wo sie bis zu ihrer Ausmusterung blieben. Die 91 6277 erhielt noch die EDV-Nummer 91 6277-7 und wurde 1971 abgestellt.

### Butzbach-Licher Eisenbahn 141–142
Die Butzbach-Licher Eisenbahn kaufte ebenfalls 1925 zwei Lokomotiven, die wie die beiden Maschinen der MEE die Nummern 141–142 erhielten. Nach dem Zweiten Weltkrieg wurden sie von der Deutschen Eisenbahn-Gesellschaft übernommen und behielten ihre Bezeichnungen. Sie waren bis Ende der 1960er Jahre auf ihrer Stammstrecke im Einsatz und wurden dann ausgemustert sowie verschrottet.

## Konstruktion
Die Lokomotiven hatten gegenüber der Standardausführung der ELNA 2 einen sehr niedrigen Speisedom, die Schiebergehäuse hatten oben Abrundungen sowie einen vergrößerten Wasserbehälter durch einen Zusatztank über dem Umlauf.
Im Merkbuch der Deutschen Reichsbahn besitzen sie den Gattungsvermerk Gt 34.13. Beim Verwiegen in der VES-M Halle wurde festgestellt, dass die hintere Kuppelachse eine Achslast von über 13 t besaß, während die Laufachse der hecklastigen Lok lediglich 9,2 t auf die Achslastwaage brachte.
Die Länge über Puffer war um etwa 200 mm größer als bei der Normalvariante. Der Blechrahmen bestand aus Platten mit einer Dicke von 20 mm, in den der größere Wasserkasten eingehängt wurde. Die bei Ablieferung vorhandene Heusinger-Steuerung wurde bei den Lokomotiven der Deutschen Reichsbahn durch Nicolai-Schieber, ersetzt.
Die Kesselsicherheitsventile waren von der Bauart Ramsbotton. Auf der relativ großen Rauchkammer saß der für Krauss typische große Schornstein. Gespeist wurde der Kessel von zwei Strahlpumpen mit einer Förderleistung von 125 l/min.
Das Führerhaus hatte Blendschirme und einen schmalen Lüftungsaufsatz. Der hinter dem Führerhaus sitzende Kohlekasten hatte bei Anlieferung eine gerade Rückwand. Die BLE-Lokomotiven hatten zusätzlich eine abgeschrägte Rückwand. Die Lokomotiven bei der Deutschen Reichsbahn erhielten einen halbhohen Aufsatz, später einen schrägen größeren Aufsatz für Braunkohle. Abgebremst wurden die gekuppelten Radsätze einseitig von vorn. Der Sandstreuer war handbedient und sandete den ersten Radsatz von vorn und den zweiten von hinten. Sie besaßen ursprünglich Petroleumbeleuchtung, die später gegen eine elektrische mit einem Turbogenerator ausgetauscht wurde.